# Poema èpic
Poema èpic o epopeia són termes que defineixen en literatura el gènere poètic que narra les gestes dels herois amb una barreja tant d'elements reals com fabulosos i llegendaris. En els seus orígens la seva transmissió era oral i, per tant, hi podia haver diverses versions d'una mateixa història.

## Característiques
Els poemes èpics presenten trets comuns malgrat la distància geogràfica i temporal. Se centren en la vida d'un heroi o la seva nissaga, i relaten les seves conquestes i viatges, sovint emmarcades en l'esquema del monomite. Aquests herois estan envoltats d'hipèrboles i elements meravellosos, ja que es presenten com personatges excepcionals, models de virtut, descendents de déus o fundadors de nacions de les quals esdevenen el símbol. Per això poden aparèixer nombroses al·lusions mitològiques i polítiques al moment present de la composició o a la història del poble al qual pertany el protagonista. La presència d'ajudes o intencions divines justifica aquest caràcter únic de l'heroi.
L'estil és elevat, amb ús de metàfores i epítets i versificació lliure. En les obres antigues, d'origen oral, abunden els passatges recurrents i els recursos mnemotècnics del recitador, concentrats sobretot en les descripcions. L'ordre dels esdeveniments no és lineal, sinó que el poema comença in medias res per atreure l'atenció dels oients amb escenes d'acció. Es poden barrejar versions dels fets, ja que s'elaboraven variants locals segons el gust del públic i sovint els poemes conservats són reculls elaborats de les més conegudes, amb afegits de l'autor que els escriu per dotar-los de més cos literari. Per aquest motiu de vegades manca la unitat d'acció que sí que s'observa en els poemes més moderns, els quals imiten molts recursos clàssics per convenció malgrat que no neixin de l'oralitat.

## Breu panorama històric
De poemes èpics ja se'n troben a les primitives civilitzacions, com el Gilgamesh a Mesopotàmia, les Aventures de Sinuhé escrites cap al 2000 aC a l'antic Egipte, el Poema èpic de Manas de tradició Kirguís (Kirguizstan i xinesa), el Mahabharata o el Ramayana a l'Índia i, més properes a la cultura occidental, les obres d'Homer: la Ilíada i l'Odissea (segle viii aC).
També van conrear aquest gènere els grecs Hesíode amb la Teogonia, Queril de Samos, Pisandre de Camiros, Cal·límac o Apol·loni de Rodes amb la seva famosa obra els Argonautes, on l'heroi Jasó viatja fins a la llunyana Còlquida per aconseguir el velló d'or. El primer poema èpic en llatí va ser una traducció de l'Odissea, portada a terme per l'esclau grec de Tarent Livi Andronic, i darrere d'aquest van sobresortir poetes com Enni (els Annals), Gneu Nevi (Bellum Punicum), i especialment Virgili amb la seva gran obra mestra l'Eneida. Altres autors posteriors que van escriure en llatí poemes èpics són Lucà, que al contrari de la resta d'autors, va fer intervenir personatges reals com Juli Cèsar o Pompeu a la seva obra Farsàlia, Estaci, Claudi Claudià, Sili Itàlic, etc. D'autors cristians d'entre els segles IV i VI cal destacar Aureli Climent Prudenci, Sidoni Apol·linar o Avit, que van influenciar els autors d'una època posterior.
A l'edat mitjana va ser la cançó de gesta la que narrava en les diverses llengües romàniques les aventures dels herois del país. En llengua castellana el Cantar de Mío Cid és el poema èpic més representatiu. De més al nord d'Europa han arribat tant les sagues escandinaves i la recopilació dels Edda islandesos com l'epopeia germànica el Cant dels Hildebrands (segle viii) o més tard el Cant dels Nibelungs (segle xiii).
A partir del Renaixement aquest gènere es va continuar conreant però amb la voluntat principal d'exaltar un personatge real i el seu propi país, rebent com a influència principal els continguts i ideals de l'obra de Virgili, com es veu a L'Araucana.
Cap al segle xviii aquest gènere va caure en decadència, i, per tant, en desús, i tornarà a florir durant el Romanticisme. En llengua catalana van destacar dos grans autors, Joaquim Rubió i Ors i Manuel Milà i Fontanals. A finals del segle xix Jacint Verdaguer va representar la culminació d'aquest gènere amb obres com L'Atlàntida i especialment Canigó, on canta mitjançant històries cavalleresques i fabuloses procedents del folklore català, els orígens de la Catalunya cristiana.